# Jennie Wåhlin

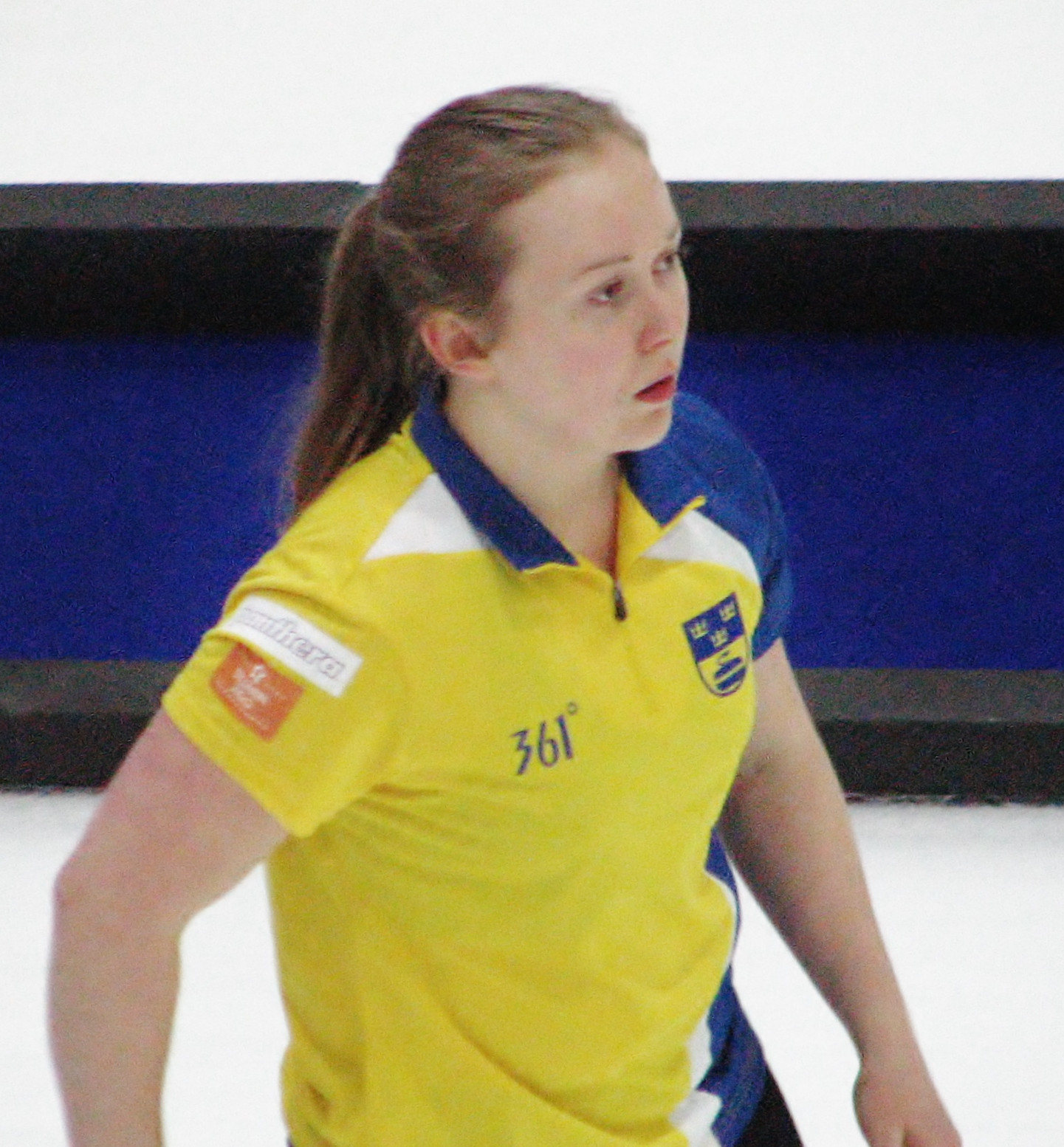
Jennie Wåhlin

Jennie Wåhlin, född 26 november 1997 i Älvsjö, är en svensk curlare. 
Hon var reserv i Lag Hasselborg när de vann guld i damturneringen vid olympiska vinterspelen 2018 i Pyeongchang i Sydkorea.